# پرتقال کوکی (موسیقی متن)
موسیقی فیلم پرتقال کوکی به نوعی توسعه دهنده همان حس شرطی شدن الکس (و بیننده) در فیلم است. موسیقی متن فیلم که شامل موسیقی کلاسیک و موسیقی الکترونیک است ساخته وندی کارلوس است (که هنوز تغییر جنسیت نداده بود و نامش والتر کارلوس بود). بعضی از موسیقی‌های فیلم فقط به صورت گزیده و گلچین شنیده می‌شود. مثل (Pomp and Circumstance Marches(Land of Hope and Glory اثر ادوارد الگار که کنایه وار ورود یک سیاستمدار در زندان را اعلام می‌کند. قطعه اصلی یک قطعه الکترونیک از آوانویسی Music for the Funeral of Queen Mary از هنری پرسل است که در سال ۱۶۹۵، برای مراسم راهپیمایی ماری دوم به سوی کلیسای وست مینستر نوشته بود. راهپیمایی پرتقال کوکی(به انگلیسی: "March from A Clockwork Orange") اولین آهنگ ضبط شده با استفاده از "Vocoder" برای خواندن بود. گروه‌های موسیقی سینث‌پاپ معمولاً این آهنگ را به عنوان انگیزه خود برای آمدن به این سبک می‌دانند. نه تیتراژ پایانی فیلم و نه آلبوم موسیقی متن فیلم، ارکستر سمفونی نهم بتهوون را ذکر نمی‌کنند، با این حال، در اتاق الکس یک تصویر بسته از یک کاست می‌بینیم که رویش مشخصات کامل قطعه توضیح داده شده‌است.
در رمان، الکس بر اثر روش لودُویکو از همه موسیقی‌های کلاسیک بیزار می‌شود اما درفیلم فقط از سمفونی نهم بتهوون متنفر می‌شود که موسیقی آن فیلم در روش لودُویکو بوده و الکس آن را دیده. بیننده تمام صحنه‌های شرطی شدن که الکس می‌بیند را مشاهده نمی‌کند ولی صدای ضرب چهارم سمفونی شنیده می‌شود. بعدتر آقای الکساندر و توطئه گران همراهش، با استفاده از ضرب دوم سمفونی، الکس را وادار به خودکشی می‌کنند.

## فهرست آهنگها
| طرف اول | طرف اول                                                                                      | طرف اول                                     | طرف اول                                                     | طرف اول |
| شماره   | نام                                                                                          | نویسنده(ها)                                 | اجرا کننده                                                  | مدت     |
| ------- | -------------------------------------------------------------------------------------------- | ------------------------------------------- | ----------------------------------------------------------- | ------- |
| ۱.      | «Title Music From A Clockwork Orange» (From هنری پرسل's Music for the Funeral of Queen Mary) | Carlos, Rachel Elkind                       | Wendy Carlos                                                | ۲:۲۱    |
| ۲.      | «The Thieving Magpie (Abridged)»                                                             | جواکینو روسینی                              | A Deutsche Grammophon Recording                             | ۵:۵۷    |
| ۳.      | «Theme from A Clockwork Orange (Beethoviana)»                                                | Carlos, Elkind                              | Wendy Carlos                                                | ۱:۴۴    |
| ۴.      | «Ninth Symphony, Second Movement (Abridged)»                                                 | لودویگ فان بتهوون                           | A Deutsche Grammophon Recording conducted by Ferenc Fricsay | ۳:۴۸    |
| ۵.      | «March from A Clockwork Orange (Ninth Symphony, Fourth Movement, Abridged)»                  | Beethoven, arr. Carlos فریدریش شیلر (lyric) | Wendy Carlos (Articulations: Rachel Elkind)                 | ۷:۰۰    |
| ۶.      | «William Tell Overture (Abridged)»                                                           | Rossini                                     | Wendy Carlos                                                | ۱:۱۷    |

| طرف دوم | طرف دوم | طرف دوم                                        | طرف دوم                                                         | طرف دوم |
| شماره   | نام | نویسنده(ها)                                    | اجراکننده                                                       | مدت     |
| ------- | --- | ---------------------------------------------- | --------------------------------------------------------------- | ------- |
| ۷.      | «Pomp and Circumstance March No. I»                                                                                                 | ادوارد الگار                                   | (not credited)                                                  | ۴:۲۸    |
| ۸.      | «Pomp and Circumstance March No. IV (Abridged)»                                                                                     | Elgar                                          | (not credited)                                                  | ۱:۳۳    |
| ۹.      | «Timesteps (Excerpt)» | Carlos                                         | Wendy Carlos                                                    | ۴:۱۳    |
| ۱۰.     | «Overture to the Sun» (rerecorded instrumental from Sound of Sunforest, 1969)                                                       | Tucker                                         | Terry Tucker                                                    | ۱:۴۰    |
| ۱۱.     | «I Want to Marry a Lighthouse Keeper» (rerecorded song from Sound of Sunforest, 1969; film version differs from soundtrack version) | Eigen                                          | Erika Eigen                                                     | ۱:۰۰    |
| ۱۲.     | «William Tell Overture (Abridged)»                                                                                                  | Rossini                                        | A Deutsche Grammophon Recording                                 | ۲:۵۸    |
| ۱۳.     | «Suicide Scherzo (Ninth Symphony, Second Movement, Abridged)»                                                                       | Beethoven, arr. Carlos                         | Wendy Carlos                                                    | ۳:۰۷    |
| ۱۴.     | «Ninth Symphony, Fourth Movement, (Abridged)»                                                                                       | Beethoven                                      | A Deutsche Grammophon Recording (Von Karajan, 1963, uncredited) | ۱:۳۴    |
| ۱۵.     | «Singin' in the Rain» | lyrics by آرتور فرید، music by ناثیو ارب براون | جین کلی                                                         | ۲:۳۶    |

بااین حال، حداقل میشل سیما که یک منتقد است حضور این موسیقی در فیلم را در بخش فیلم‌شناسی پشت کتابش که کوبریک نام دارد ذکر کرده‌است.
براساس کتاب کتاب کریستوفر اسپنسر در مورد موسیقی فیلمها، کوبریک دراصل از دو قطعهٔ شهرزاد(به انگلیسی: Scheherazade) اثر ریمسکی کورساکف و Overture to the Sun اثر تِری تاکر در مرحله تدوین استفاده کرد ولی سرانجام همان دو قطعه را برگزید و از قطعه‌های کارلوس که مخصوص آن صحنه‌ها ساخته بود استفاده نکرد.

## نسخه دوم آلبوم
سه ماه بعد از انتشار آلبوم اصلی، آهنگساز اثر، والتر (وندی) کارلوس نسخه دومی از آلبوم را با نام "پرتقال کوکی والتر کارلوس" (۱۹۷۲)منتشر کرد که شامل راهنمای نت‌ها و قطعه‌های استفاده نشده در فیلم بود؛ مثلاً کوبریک فقط بخشی از "Timesteps" و نسخه‌ای کوتاه از آوانویسی ترکیب‌کننده قطعه شاد سمفونی نهم استفاده کرد. آلبوم دوم شامل قطعه ترکیبی "The Thieving Magpie" از روسینی می‌شود؛ فیلم نسخه کلاسیک را پخش می‌کرد. در سال ۱۹۹۸، نسخه تدوین شده‌ای هم عرضه شد که با سیستم دیجیتال تنظیم شده بود و قطعه‌های ترکیب شده(به انگلیسی: synthesised) را در خود داشت. این آلبوم شامل ساخته‌های کارلوس از جمله استفاده نشده‌ها، و راهنمای "Biblical Daydreams" و "Orange Minuet" بود که از نسخه ۱۹۷۲جدا شده بود.
کارلوس سه دقیقه اول "Timesteps" را قبل از خواندن رمان "پرتقال کوکی" ساخته بود. در اصل قصد داشت از آن برای معرفی بازگردانی Vocoder قسمت هم سرایی سمفونی نهم استفاده کند. کار تقریباً همزمان با پایان فیلمبرداری کوبریک تکمیل شد. "Timesteps" و "سمفونی نهم vocode شده" پایه و اساس همکاری کوبریک-کارلوس بودند.
علاوه بر این، کوبریک از راجر واترز که نوازنده گتار بیس پینک فلوید بود خواست تا از بخش‌هایی از مادر قلب‌اتمی در فیلم استفاده کند. او بعد از اینکه فهمید کوبریک این آزادی عمل را می‌خواهد که قطعه را بریده و متناسب فیلمش کنداین درخواست را نپذیرفت. بعدتر هم واترز از کوبریک اجازه خواست تا از صداهای فیلم ۲۰۰۱: یک اودیسه فضایی در آهنگش استفاده کند که کوبریک هم متعاقباً نپذیرفت.
گفته می‌شود کارلوس آنفدر از تصمیم کوبریک مبنی بر کنار گذاشتن بیشتر قطعه‌های ترکیبی او ناراحت شده بود که تا زمان فیلم درخشش، او (کارلوس) و الکیند هیچگونه همکاری دوباره‌ای با کوبریک نداشتند.

## استفاده مجدد از موسیقی
وندی کارلوس از خیلی از درونمایه‌های آلبوم پرتقال کوکی اش (از جمله قطعه‌های اصلی پرسل، روسینی و بتهوون) در قطعه «سیاه کوکی» (به انگلیسی: Clockwork Black) که ضرب چهارم از آلبوم «رازهای بهشت و جهنم» خودش بود استفاده کرد.